# Danao jezici
Danao jezici, nekad dio južnofilipinske jezične skupine, sada nepriznate, koja se danas klasificira zajedno s centralnofilipinskim, gorontalo-mongondow, manobo, palavanskim, južnomangyanskim, subanonskim i umiray dumagetskim jezicima u veliku centralnofilipinsku skupinu.
Sastoji se od podskupina magindanao (1) jezik, maguindanao [mdh] i maranao-iranon sa (2) jezika iranun [ill] (Malezija; Sabah)) i maranao [mrw] (Filipini)

## Vanjske poveznice
- Ethnologue (14th)